# Dinosperma erythrococcum
Dinosperma erythrococcum är en vinruteväxtart som först beskrevs av Ferdinand von Mueller, och fick sitt nu gällande namn av Thomas Gordon Hartley. Dinosperma erythrococcum ingår i släktet Dinosperma och familjen vinruteväxter. Inga underarter finns listade i Catalogue of Life.